# Yūgi Mutō
Yūgi Mutō (武藤 遊戯 Mutō Yūgi?, conocido como “Yugi Moto” en el anime en español) es un personaje principal ficticio del manga y anime Yu-Gi-Oh!. Es el protagonista de la serie y aparece en todos los episodios, además que reaparece en una escena, en Yu-Gi-Oh! GX, serie sucesora de Yu-Gi-Oh! Duel Monsters, durante el primer episodio, donde le entrega una carta a Jūdai Yūki (Jaden Yuki en la versión internacional), el protagonista de la spin-off, junto al último capítulo, que tiene un duelo con Jūdai, sin embargo, no hay información de quien en realidad, haya ganado.

## Diseño del personaje
El diseño del personaje fue supervisado por Kazuki Takahashi. Su usual vestimenta consiste en un uniforme estándar masculino de la Escuela Secundaria Domino con un collar abrochado. Su extravagante cabello se caracteriza por múltiples capas y por largos mechones de cabello rubio (flequillo), ubicados exactamente en su frente. El resto presenta seis largas puntas negras con borde púrpura. Él lleva el Rompecabezas del Milenio sobre una cuerda o cordón alrededor de su cuello al inicio de la serie. En el manga y en la segunda serie del anime es reemplazada/o por una cadena y algunas veces lleva en su brazo izquierdo un Disco de Duelo.

## Historia
Yūgi Mutō es un estudiante de secundaria que vive en la Ciudad Domino con su abuelo, Sugoroku Mutō (Solomon), dueño de una tienda de juegos llamada GAME. Al comienzo de la historia, Yūgi resuelve un antiguo artefacto egipcio conocido como el Rompecabezas del Milenio, el cual contiene el espíritu de un faraón sin memoria. Al completarlo, Yugi se convierte en su anfitrión, permitiendo que dicho espíritu —más adelante identificado como Atem— coexista con él en su cuerpo. Yami Yugi (Atem) se manifiesta principalmente durante situaciones de riesgo o en duelos, adoptando una personalidad más firme y decidida.
A lo largo de la serie, Yūgi participa en diversos torneos de Duelo de Monstruos, como el Reino de los Duelistas y Ciudad Batallas, enfrentando a oponentes como Seto Kaiba, Maximillion Pegasus y Marik Ishtar. Durante estos eventos, estrecha lazos con sus amigos Katsuya Jonouchi (Joey Wheeler), Anzu Mazaki (Téa Gardner) y Hiroto Honda (Tristan Taylor), y demuestra un notable desarrollo tanto como duelista como persona.
En el arco final, titulado Las Memorias del Faraón, Yūgi ayuda a Yami Yugi (Atem) a recuperar sus recuerdos perdidos y descubrir su verdadero nombre. Para permitir que el espíritu regrese al más allá, ambos deben enfrentarse en un duelo llamado La Batalla Ceremonial. Yūgi derrota a Atem, demostrando que ha crecido lo suficiente para valerse por sí mismo. Como resultado, Atem puede abandonar el mundo terrenal y descansar en paz.

## Faraón Atem - Yami Yugi
Después de haber sido halladas las piezas del Rompecabezas del Milenio por su abuelo, Yugi se dedicó de lleno a resolver el rompecabezas. Cuando tuvo éxito se desencadenó un envolvente hechizo creado por el antiguo faraón Atem, quien selló la magia de los Juegos de las Sombras en el rompecabezas y en los otros Objetos Milenarios 5000 años atrás con el objetivo de detener la victoria del malvado demonio Zorc Necrophades. El faraón limitó el hechizo con su propio nombre y selló su propia alma en el Rompecabezas. Cuando Yugi terminó de armar el Rompecabezas del Milenio, la magia de los Juegos de las Sombras y el alma de Atem fueron liberados y Yugi se convirtió en el cuidador del espíritu de Yami Yugi, nombre tomado por el espíritu de Atem.
Cuando Yami toma el control del cuerpo de Yugi, Yugi experimenta un brusco crecimiento: gana unas rayas amarillas adicionales en su cabello, y sus ojos adquieren una forma más determinada. Ya sea o no que la transformación ocurra en un mundo ficticio, los personajes no comentan sobre este cambio físico, aunque saben perfectamente que dentro de él existen dos almas. La voz de Yugi, sin embargo, se caracteriza por presentar cierto cambio. En el manga los únicos que mencionan esta variación de voz son Tea Gardner y Seto Kaiba. En varias ocasiones, los otros personajes que poseen los Artículos del Milenio son capaces de distinguir todos estos cambios.

### Apariciones
Inicialmente, Yugi no se percata de la presencia de esta segunda personalidad dentro de él, la cual emerge en tiempos de estrés, toma el control de su cuerpo y castiga a los villanos que intenten lastimar a Yugi y a sus amigos, abandonando su cuerpo y dejándolo sin recuerdo de lo sucedido. En ese tiempo, esta personalidad – su verdadera naturaleza aún no ha sido revelada a los personajes de la historia – es referida en Japón como “Yami no Yugi” (闇の遊戯, Yugi Oscuro), en referencia a la particular expresividad siniestra del faraón en ese entonces y a los despiadados castigos que él imponía.
Este pseudónimo dejó de ser apropiado en cuanto el personaje cesó de ser la figura vengativa y siniestra mostrada en apariciones anteriores. Ahora, él sólo emergería del interior del Rompecabezas del Milenio para tomar el control del cuerpo de Yugi con el propósito de enfrentarse con otros en Duelos de cartas. Más que suplantar eternamente la personalidad de Yugi, como hacía anteriormente, hay un grado de interacción entre los dos, en donde Yami entra en control completo del cuerpo al momento del Duelo, pero Yugi está al tanto de lo que sucede en el juego.

### Su otro yo
Después de una competencia con Yami Bakura en la cual el alma de Yugi fue tomada de su cuerpo, él y sus amigos finalmente comprenden que un alma adicional existe dentro del cuerpo de Yugi cuando Yami Yugi, el alma del faraón, toma el control de él y vence a Yami Bakura en el Duelo. Esto le permite al “Yami Yugi" (Yugi Oscuro) ser nombrado como “el otro Yugi” (mou hitori no Yugi, もう一人の遊戯) por los amigos de Yugi, y “mi otro yo” (mou hitori no boku, もう一人の僕) por el propio Yugi, y viceversa. Cuando se reveló que “Yami Yugi” fue el espíritu de un faraón, se le conoció entonces como el "faraón sin nombre", pues su verdadero nombre era desconocido incluso por él. Yugi, Anzu (Téa), Jonouchi (Joey) y Honda (Tristan) fueron de viaje a Egipto para descubrir ese misterio con Yami Bakura siguiéndolos, deseoso de quedarse con el Rompecabezas del Milenio. Más tarde, los amigos logran revelar el nombre del afamado faraón en una de los paredes con jeroglíficos de la pirámide, y desde entonces intentaron llamarle de esa forma, Atem.

### Manga
En el lanzamiento del manga en diferentes idiomas y al final del videojuego Yu-Gi-Oh! Forbidden Memories se refieren constantemente al faraón como "Yu Gi Oh", lo cual no es sino el título de la serie, traducible como “Rey de los Juegos”. Además, existen otras fuentes, principalmente videojuegos, que usan la terminología japonesa y se refieren al personaje como “Yami Yugi”. Por razones desconocidas, en la traducción de la serie comienzan a referirse al personaje como "Yami" durante la segunda temporada (tan vez para justificar el apodo “Yami Yugi” sin tener que involucrar el idioma japonés en la explicación), pero se deja de usar a partir de la tercera temporada, y los personajes comienzan a referirse a Atem simplemente como "el faraón" sin explicar el repentino cambio de nombre.

## Cartas de Duelo
El Deck (Baraja) de Yugi (o, en este caso, Yami Yugi) es bien conocido por "Mago Oscuro" ("Mago Negro" en la versión japonesa). Inicialmente estaba compuesta por monstruos de Tierra y Oscuridad de bajo Nivel con Cartas Mágicas y de Trampa para complementarla. Luego, durante el torneo Battle City (traducido como "Ciudad Batallas"), Yugi adquiere la Carta de Monstruo "Chica Maga Oscura", así como también a los monstruos del arquetipo Guerrero Magnético y la familia Caballero Real, los cuales se convirtieron en sus cartas más jugadas. Después de Battle City, su Deck comienza a enfocarse más en "Mago Oscuro", mientras que mantiene una estrategia para interrumpir y para inhabilitar las cartas de su advesario. Yugi también posee variaciones de magos oscuros como "Mago Oscuro del Caos" o "Hechicero de Magia Oscura" (aparece solo en la película "La Pirámide de la Luz"), entre otras.
Durante la Batalla Ceremonial, Yugi y Atem utilizan Decks separados con personajes que los caracterizan. El Deck de Yugi se enfoca en los arquetipos "Guerrero Magnético", "Artilugio" y "LV", los cuales combinan sus poderes para mejorarse a tiempo. El Deck de Atem se enfoca en las cartas de los llamados Dioses Egipcios, las cuales son conocidas por los nombres de: Slifer el Dragón del Cielo, Obelisco el Atormentador y El Dragón Alado de Ra, y por supuesto, "Mago Oscuro". En Yu Gi Oh! GX, el Deck de Yugi va de tour a la Academia para luego ser robada por un Duelista llamado Dimitri, pero luego es recuperada. Este Deck se enfoca en el Mago Oscuro, pero también en los monstruos del arquetipo Caos.